# Związek Wszechkozacki w Serbii
Związek Wszechkozacki w Serbii (ros. Всеказачий Союз в Сербии) – emigracyjna organizacja kozacka podczas II wojny światowej
Związek został utworzony wiosną 1940 w Belgradzie przez separatystycznych działaczy kozackich. Na jego czele stanął Pawieł S. Poliakow. W skład kierownictwa wchodził m.in. gen. Zachar Alfiorow. Organizacja była tajnie wspierana przez służby specjalne III Rzeszy. Po zajęciu Jugosławii przez wojska niemieckie w kwietniu 1941 r., kierownictwo Związku sprzeciwiało się formowaniu pododdziałów złożonych z Kozaków w ramach Rosyjskiego Korpusu Ochronnego, opowiadając się za tworzeniem oddzielnych kozackich oddziałów wojskowych w niemieckich siłach zbrojnych. Ze względu na niewielką liczebność organizacja skupiła się głównie na dystrybuowaniu materiałów propagandowych wśród żołnierzy pochodzenia kozackiego 1 Pułku Korpusu. Na pocz. kwietnia 1943 r. udało się w jego składzie sformować sotnię tzw. „wolnych Kozaków” pod dowództwem Aleksandra M. Protopopowa. Związkowi udało się ponadto zwerbować ok. 250 ludzi, którzy zostali przekazani pod zwierzchnictwo kpt. Michaiłowi A. Siemionowi. Jednakże wszystkie te działania nie przyniosły Związkowi poparcia przez Niemców, którzy przerzucili swoje sympatie na dowództwo Rosyjskiego Korpusu Ochronnego. Wyrazem tego była wizyta w okupowanym Belgradzie przedstawiciela Ministerstwa Rzeszy ds. Okupowanych Terytoriów Wschodnich dr. Nikołaja A. Gimpela, zajmującego się sprawami kozackimi. W związku z tym kolejne próby kierownictwa Związku sformowania drugiej sotni kozackiej zakończyły się już niepowodzeniem. Do końca wojny organizacja nie odgrywała większej roli wśród Kozaków.